# دولف زيجلر
نيكولاس ثيودور نميث (بالإنجليزية: Nicholas Theodore "Nick" Nemeth) (ولد 27 يوليو، 1980) هو مصارع أمريكي محترف. حالياً موقع لمنظمة دبليو دبليو إي ويلعب بالاسم دولف زيغلر كما يعرف أيضا كعضو سابق في فريق سبيريت سكواد باسم نيكي عام 2006.
وقَّع نيميث مع دبليو دبليو إي عام 2004 وأرسل حينها إلى منظمة أوهايو فالي ريسلينغ (أو في دبليو) من أجل التدرب وشحذ المهارات. وظهر للمرة الأولى في قسم دبليو دبليو إي راو عام 2005 كمساعد لزميله المصارع كيروين وايذ. غير أنه على أية حال عاد مجددًا إلى منظمة أو في دبليو بعد أن قضى فترة قصيرة في قسم راو. وهناك، انضم إلى فرقة سبيريت سكواد (بالإنجليزية: Spirit Squad) حيث ظهرت الفرقة لأول مرة في راو في يناير 2006 حيث ربح مع زميله في الفرقة مايكي بطولة العالم للفرق الثنائية قبل أن يعود مرة أخرى إلى منظمة أو في دبليو في نوفمبر 2006.
في سبتمبر 2007، نُقل نيميث إلى منظمة فلوريدا تشامبيونشيب ريسلينغ (إف سي دبليو) حيث كون فريقًا زوجيًا مع براد الن. ربح فريقهم بطولة إف سي دبليو للفرق الثنائية مرة واحدة وربحها ثانيةً مع زميله غافين سبيرز. عاد نميث إلى راو مجددًا في سبتمبر 2008 باسم دولف زيغلر وانتقل إلى قسم دبليو دبليو إي سماكداون في أبريل 2009. في 28 يوليو 2009، ربح زيغلر بطولة دبليو دبليو إي القارات للمرة الأولى. حيث حملها لخمسة أشهر. حتى يناير 2011. في 15 فبراير 2011، أهدي زيغلر وفقد بطولة العالم للوزن الثقيل لأول مرة. في مارس من ذات العام، عاد زيغلر إلى قسم راو وربح بطولة دبليو دبليو إي الولايات المتحدة لأول مرة بعدها بثلاث أشهر.كان دولف زيجلر أكثر المصارعين منافسة على لقب القارات...وكان أهم انجاز له فوزه في سيفاريوس سيريوس مع فريق سينا ضد السلطة لكنه تحمل للعواقب بعد عودة السلطة لطرده.حاليا زيجلر عاد من الطرد بمساعدة جون سينا

## المسيرة في مصارعة الهواة
درس نميث في مدرسة سانت إدوارد الثانوية في ليك وود، أوهايو حيث كان يلعب مصارعة الهواة. وهناك، أصبح أكثر مصارع يثبت خصومه. حيث ثبتهم 82 مرة. وبعد أن تخرج من الثانوية، درس في جامعة كينت، حيث أصبح أكثر مصارع يثبت خصومه في مباريات الفرق الثنائية. في عام 2006 كُسر الرقم الذي سجله نميث ولكنه رغم ذلك، لا يزال أكثر المصارعين فوزا على خصومه بـ121 انتصارا بين عام 2000 وعام 2003.

## المسيرة في مصارعة المحترفين

### أوهايو فالي ريسلينغ وراو (2004-2006)
وقع نميث عقدا مع منظمة دبليو دبليو إي عام 2004. وبدأ يلعب في منظمة أوهايو فالي ريسلينغ (أو في دبليو). حيث ظهر بالاسم «نك نميث» وبدأ عداوة مع بول بورشيل. بعدها، تحدى بطل بطولة تلفزيون أو في دبليو كين دون إلى مباراة على البطولة في 12 أغسطس، 2005، غير أنه لم يكن موفقا.
قام الدبليو دبليو إي باستدعاء نميث للقائمة الرئيسية في راو. وظهر لأول مرة في 19 سبتمبر 2005 في حلقة صنداي هيت. حيث كان يحمي مباريات تشافو غوريرو الذي كان يلعب بالاسم «كيرون وايذ» من أي تدخل خارجي. بعد ذلك، أصبح نميث مساعدًا لوايذ. ولعب أول مباراة له وكانت من نوع فرق ثنائية، حيث لعب مع كيرون وايذ ضد شيلتون بينجامين ومات سترايكر وذلك في حلقة صانداي نايت هيت. وبعد أن توفي إيدي غوريرو، تخلى تشافو غوريرو عن شخصية كيرون وايذ ورجع إلى اسمه تشافو غوريرو، بينما بدأ نميث يلعب في المباريات المظلمة ومباريات العروض الحية «هاوس شو» قبل أن يعود إلى أو في دبليو للتمرين.

### ذا سبيريت سكواد (2006)
أصبح نميث عضوا في فريق سبيريت سكواد الذي تكون من مشجعين رجال يحملون مكبرات للصوت. بدأ يصارع بالاسم نيكي في أواخر 2005 في أو في دبليو. في 23 يناير 2006 ظهرت الفرقة أثناء مباراة جيري "ذا كنغ" لولير ضد جونثان كوتشمان، حيث شتتوا انتباه لوير مما جعل كوتشمان يتغلب عليه ويتأهل إلى مباراة رويال رامبل 2006. بعدها أصبحوا يساعدون رئيس الدبليو دبليو إي فينس مكمان ضد عدوه شون مايكلز. وبدأ مكمان في وضع الفريق في مباراة عائق.
كما لعب الفريق في قسم الالفرق الثنائية. حيث ربح كيني وميكي بطولة العالم للفرق الثنائية من فريق بيغ شو وكين وذلك في أبريل، 2006 في راو وذلك بسبب مساعدة باقي أفراد الفريق لهما على التغلب على كين وبيغ شو. بعد أن ربحوا البطولة، قام الدبليو دبليو إي بتتويج كل أعضاء الفريق الخمسة بالبطولة. حيث سمح لأي واحد منهم أن يدافع عن البطولة مع فرد آخر من فريق سبيريت سكواد غير الفرد الأصلي الذي ربح البطولة.
في مايو، واصل مكمان وضع الفريق في مباريات هاندي كاب، حيث جعلهم يواجهون شون مايكلز. غير أن المباراة لم تبدأ بسبب مهاجمة أفراد الفريق لشون مايكلز وضربه بالكرسي على ركبته، مما تسبب في تحمطها في السيناريو. بعدها جلب مكمان تريبل إتش لكي يضرب مايكلز بالمطرقة. غير أن تريبل إتش، شعر أن أفراد الفريق لا يحترمونه، مما جعله يضربهم بالمطرقة. هذا ما جعل تريبل إتش وشون مايكلز يعيدان تكوين فريقهما القديم دي-جينرايشن إكس (دي إكس) وبدأ الفريق عداوة مع سبيريت سكواد. وبدأ الفريق بالاستهزاء بمكمان وفريق سبيريت سكواد. حيث بدؤ بإلقاء النكت عليهم. كما فاز فريق دي إكس على فريق سبيريت سكواد في حدث فينجينس في مباراة 5 ضد 2 ومباراة أخرى في ساترداي نايت ماين إيفينت.
وأثناء عداوتهم مع فريق دي إكس، دافع الفريق عن بطولة الفرق ضد عدة فرق ثنائية مثل: سنتيسكي وغولدست، فال فينيس وسنتيسكي، فيسرا وتشارلي هاس، جيم دوغان ويوجين. كما دخلوا في عداوة مطولة مع فريق هايلاندرز حيث هزموا فريق هايلاندرز في حدث أنفورغيفن ليحافظوا على البطولة. بعدها، بدأ أفراد الفريق في سلسة من الخسائر. حيث كانوا يخسرون أي مباراة يلعبوها ضد ريك فلير. إلى أن تمكن كيني من كسر سلسلة الخسائر والتغلب على ريك فلير في 23 أكتوبر في حلقة راو. بعد ذلك، أعلن أن ريك فلير وأسطورة من اختيار الجمهور سيلعبون ضد فريق سبيريت سكواد في مباراة على لقب بطولة العالم للفرق الثنائية تقام في حدث سايبر صاندي. اختار الجمهور رودي بابير حيث تمكن فلير ورودي بايبر من هزيمة كيني وميكي ليربحا بطولة العالم للفرق الثنائية.
حُل الفريق في 27 نوفمبر، عندما خسروا مباراة 5 ضد 3 التي لعبوها أمام فريق دي إكس وريك فلير. بعد ذلك وأثناء حديث في الكواليس، قام فريق دي إكس بوضع أفراد في كرتون وختم عليه عبارة «أو في دبليو، لويسفيل، كنتوسكي» حيث تشير هذه العبارة إلى مقر منظمة أوهايو فالي ريسلينغ الذي تدرب فيه أفراد فريق سبيريت سكواد.

### العودة إلى التمرين (2007-2008)
عاد نميث إلى أو في دبليو في 17 يناير 2007. حيث عاد يلعب بالاسم «نيك نميث» وبدأ يصارع مع زميله السابق في فريق سبيريت سكواد مايك موندو، المعروف سابقا ب«ميكي». ولعب نميث وموندو مع مايك كرول ضد فريق سيث سكاي فاير وشون سبيرز وكودي رانلز. غير أنه فريقهم إنشق في بديات 2007. بعدها، بدأ نميث يلعب في المباريات المظلمة قبل المباريات التي تعرض على تلفزيون أو في دبليو. حيث لعب ضد: كريس كايج، جاك هاغر، برادلي جاي. قبل أن يعيد تكوين فريقه القديم مع مايك موندو.
في نهاية شهر أغسطس، انتقل نميث وموندو إلى منظمة فلوريدا تشامبيونشيب ريسلينغ (إف سي دبليو) وبدأ يسمي نفسه «ذا ناتشرال». حيث فاز في أول مباراة له هناك على هيد فنسن. في نوفمبر 2007، أصبح بيغ روب يرافق نميث إلى الحلبة، غير أن هذا التحالف كان قصيرا الأمد، إذ انفصل نميث عن بيغ روب. في بداية 2008 بدأ نميث يلعب الاسم «نك نميث» بدلا من الاسم «نيك نميث». كما بدأ يلعب مع براد الن في فريق زوجي، وأصبحت تارين تاريل مديرتهم. في 22 مارس ربح الن ونميث فلوريدا تشامبيونشيب ريسلينغ عندما هزموا فريق إيدي كولن وإيريك بيريز. غير أنهم خسروا البطولة لصالح بيريز وكولن في 15 أبريل. وطوال شهري أبريل ومايو بدأ نميث يتصارع في المبارايات المظلمة قبل قسم رو. حيث خسر مباراة أمام كوفي كينغستون وار تروث. ثم عاد مرة أخرى إلى أو في دبليو ولعب مع جيفين سيبرز ضد فريق إيدي كولن وإيريك بيريز في مباراة على لقب بطولة الفرق أقيمت في 16 أغسطس. حيث ربح الفريق البطولة. غير أنهم خسروها بعدها بشهر لصالح جو هينينغ وهيث ميلير.

### دولف زيغلر (2008-حتى الآن)

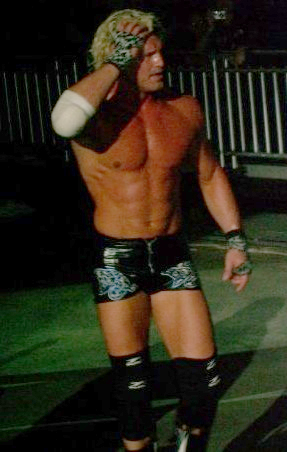
دولف زيغلر في سبتمبر 2009

في 15 سبتمبر 2008، ظهر نميث في راو عندما قدم نفسه في الكواليس باسم «دولف زيغلر». حيث ظهر بشكل جديد وشعر أشقر طويل. في 10 أكتوبر تم إيقاف زيغلر لمدة 30 يوما بسبب مخالفته تعليمات دبليو دبليو إي الصحية.
عاد زيغلر من الإيقاف في 17 نوفمبر في راو، عندما تكلم مع شون مايكلز وري ميستيريو في الكواليس. لعب زيغلر أول مباراة له في راو في 1 ديسمبر، عندما خسر المباراة لصالح باتيستا. بعدها بأسبوع، فاز زيغلر بأولى مبارياته عن طريق العد الخارجي، عندما لم يتمكن ار تروث من العودة للحلبة. بعدها بإسبوع، فاز يغلير على تشارلي هاس عن طريق التثبيت.
في 15 أبريل 2009. انتقل زيغلر إلى سماكداون بموجب انتقالات 2009، حيث لعب أول مباراة له في سماكداون في 17 أبريل 2009 عندما فاز على بطل بطولة الولايات المتحدة دبليو دبليو إي مونتيل فانتيفيوس بورتر (إم في بي) في مباراة ليست على اللقب. وكنتيجة، لعب زيغلر ضد إم في بي مباراة على لقب بطولة الولايات المتحدة بعدها باسبوع. غير أنه لم يكن موفقا في الفوز بالبطولة من إم في بي. بعدها، بدأ زيغلر عداوة مع قريت كالي. حيث خسر زيغلر أمام كالي عندما ضربه زيغلر بالكرسي. ونتيجة لذلك، بدأ كالي يظهر في مباريات زيغلر. حيث كان يحاول أن يجعل زيغلر يتخلى عن الغش. بعدها بأسابيع، بدأ زيغلر يجعل كالي يخسر مبارياته التي يلعبها أمامه. حيث كان يلقي به خارجا حتى يخسر المباراة بالعد الخارجي. كما تسبب زيغلر في خساراة كالي عندما جعله يمسك بكرسي، مما تسبب في رؤية الحكم لكالي ومعه الكرسي وجعل زيغلر يفوز بالمباراة. في حدث ذا باش، تمكن زيغلر من هزيمة كالي بالتثبيت، بعد أن ظهر كين وهاجم كالي.
بعدها، بدأ زيغلر صداقة على الشاشة مع الديفا ماريا، حيث أصبحت خادمته. وبدأ عداوة مع بطل بطولة القارات ري ميستيريو الذي خسر أمامه في حدث نايت أوف تشامبيونس وحدث سمرسلام. في سبتمبر دخل زيغلر في عداوة مع جون موريسون بطل بطولة القارات التي ربحها بدوره من ميستيريو، ولعب معه في حدث هيل إن سيل لكنه لم ينجح في الفوز بالبطولة. بعدها في حلقة سماكداون أنهى زيغلر علاقته مع ماريا بعد أن تسببت في خسارته لإحدى مبارياته. في 26 فبراير، 2010، في حلقة سماكداون، فاز زيغلر على ار-تروث وجون موريسون في مباراة ثلاثية، ليتأل بذلك إلى مباراة ماني إن ذا بانك في راسلمينيا إكس إكس في أي. إلا أنه لم يفوز بالمباراة.

## الحياة الشخصية

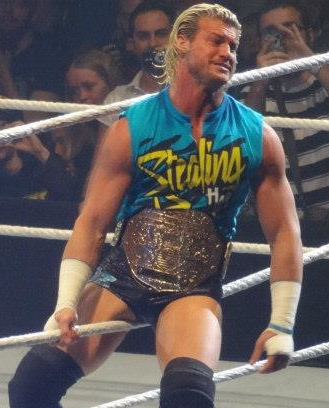
دولف زيجلر

كان نميث عاشقا للمصارعة منذ أن كان عمره 5 سنوات وقرر أن يصبح مصارعا محترفا عندما كان عمره 12 عاما. يعتبر نميث صديقا حميما لزميله السابق في فريق سبيريت سكواد مايكل بريندلي.
في 3 نوفمبر 2009 ظهر نميث في برنامج ديل أور نو ديل مع إيف توريس وماريا

## في المصارعة
- الحركات القاضية

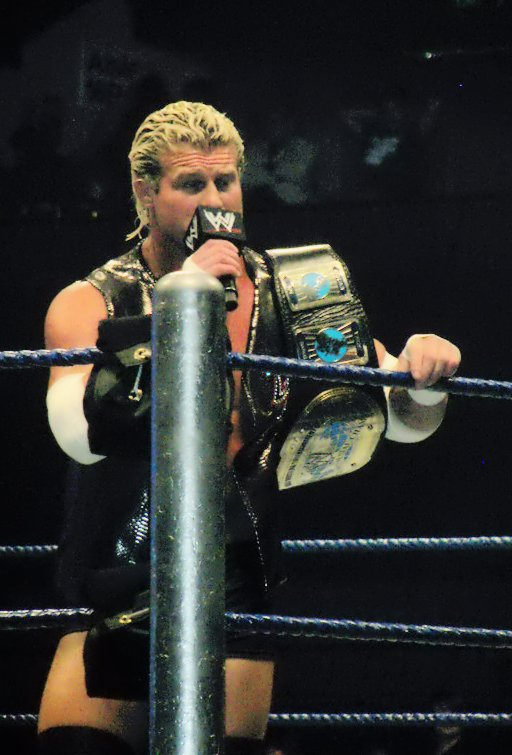
دولف زيغلر وهو بطل بطولة دبليو دبليو إي القارات

  - جمبينغ ليغ سويب (حركة ليغ سويب طائرة)[59]
  - ليبنغ ريفيرس إس تي إو [60] (ينفذ حركة كومبليت شوت وهو يقفز)
  - سليبر هولد – 2010 وحتى الآن[61]
  - زيغ زاغ (ريفيرس بولدوغ)[62] – عكس البلودوغ
- حركات معروف بها
  - دروب كيك[63][64]
  - فيرمان كاري غت بستر[63]
  - جيرمان سوبليكس[64]
  - جمبينغ إليبو دروب[64] (ينفذ حركة إليبو دروب وهو يقفز)
  - ليغ دروب بولدوغ[64]
  - سكوب بور سلام[63][64]
  - ست أوت فيس بستر (يضرب وجه الخصم بالإرض)
- مدراء
  - تارين تيريل[1]
  - بيغ روب[1]
  - ماريا[65]
- مصارعون أدارهم
  - كروين وايذ[2]
- الألقاب
  - «ذا ناتشرال»[2]
- أغنية الدخول
  - I Am perfection بواسطة جيم جونستون وغناء كايج ناين[66][67]

## بطولات وجوائز
- فلوريدا تشامبيونشيب ريسلينغ

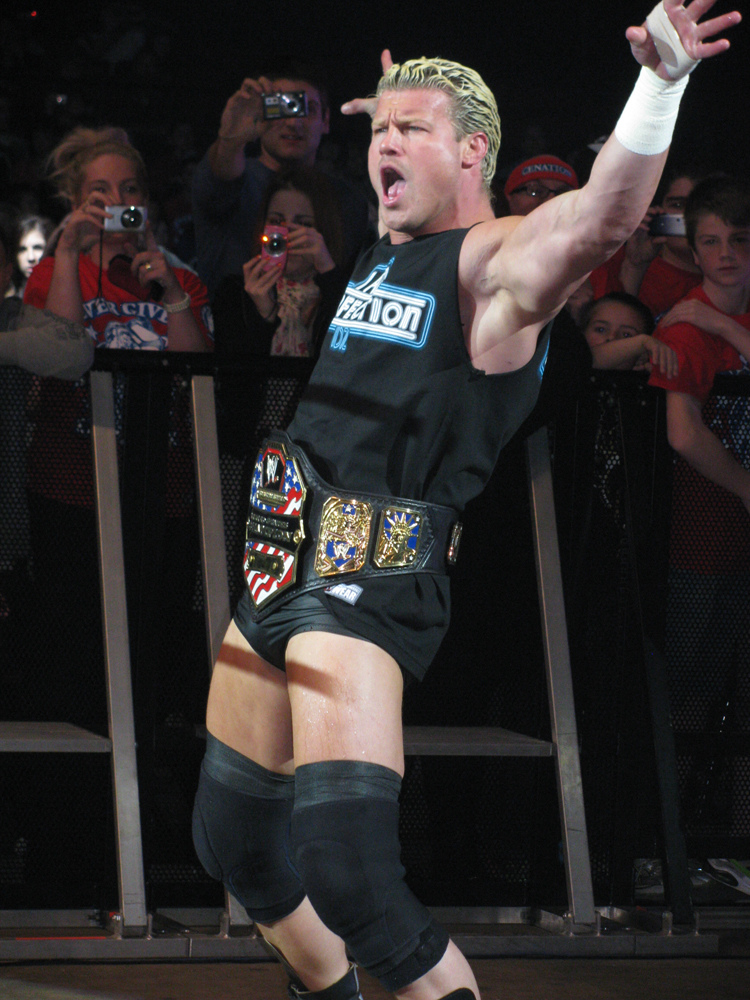
زيغلر عندما كان بطل بطولة دبليو دبليو إي الولايات المتحدة في يوليو 2011.

  - إف سي دبليو فلوريدا للفرق الثنائية (مرتين) – مع براد ألن (مرة)، جيفن سبيرز (مرة) [36][6]
- برو ريسلينغ إيلوستريتد
  - بي دبليو أي وضعته في المركز السابع عشر في قائمة أفضل 500 مصارع جوائز بي دبليو اي 500 لعام 2011[68]
- دبليو دبليو إي
  - بطولة العالم للوزن الثقيل (مرتين)[69]
  - بطولة العالم للفرق الثنائية (مرة) – مع كل فريق سبيريت سكواد[11]
  - بطولة دبليو دبليو إي القارات (ست مرات)[69]
  - بطولة دبليو دبليو اي الولايات المتحدة (مرة)[70]
- برو ريسلينغ إيلوستارتيد
  - الأكثر تحسنًا (2011)[71]
  - أكثر المصارعين تهميشًا (2011)

## وصلات خارجية
- دولف زيجلر على موقع IMDb (الإنجليزية)
- دولف زيجلر على موقع قاعدة بيانات الفيلم (الإنجليزية)
- دولف زيجلر على موقع دبليو دبليو إي (الإنجليزية)
- دولف زيجلر على موقع WrestlingData.com (الإنجليزية)
- دولف زيجلر على موقع CageMatch worker (الإنجليزية)
- دولف زيجلر على موقع قاعدة بيانات المصارعة على الإنترنت (الإنجليزية)
- دولف زيجلر على موقع عالم المصارعة على الإنترنت (الإنجليزية)
- دولف زيجلر على موقع عالم المصارعة على الإنترنت (الإنجليزية)
- الموقع الرسمي لنك نميث نسخة محفوظة 24 مايو 2017 على موقع واي باك مشين.
- صفحة دولف زيغلر في موقع دبليو دبليو إي دوت كوم